# Villers-Vicomte
Villers-Vicomte är en kommun i departementet Oise i regionen Hauts-de-France i norra Frankrike. Kommunen ligger i kantonen Breteuil som tillhör arrondissementet Clermont. År 2022 hade Villers-Vicomte 151 invånare.

## Befolkningsutveckling
Antalet invånare i kommunen Villers-Vicomte
| Referens: INSEE |